# Rudolf Prinz (Politiker)
Rudolf Prinz (* 7. Jänner 1947 in Wels; † 11. August 2022) war ein oberösterreichischer sozialdemokratischer Politiker. Er war Landtagsabgeordneter und Bürgermeister von Weißkirchen an der Traun.

## Ausbildung und Beruf
Nach dem Besuch der Volksschule in Schleißheim übersiedelte seine Familie nach Weißkirchen. Prinz besuchte die Hauptschule in Marchtrenk und machte anschließend eine Lehre als Feinmechaniker. Im Jahr 1967 wechselte er zu den Österreichischen Bundesbahnen (ÖBB), wo er als Stellwerksmeister tätig war. 2003 ging er in Pension.

## Politik
Der ÖBB-Beamte ist seit 1973 in der Kommunalpolitik aktiv, war von 1973 bis 1979 Vizebürgermeister in Weißkirchen und war von 1979 bis 2008 ebenda Bürgermeister. Landtagsabgeordneter war Prinz vom 31. Oktober 1997 bis 2009. Prinz war in folgenden Ausschüssen Mitglied: Ausschuss für allgemeine innere Angelegenheiten, für Verkehrsangelegenheiten, für Umweltangelegenheiten und im Bauausschuss.
Als Altbürgermeister erlitt er am 7. März 2008 bei der Öffnung eines mit Säure präpariertes Pakets Verbrennungen im Gesicht. Neben Prinz hatten auch Politiker der ÖVP Weißkirchen derartige Säurepakete erhalten. Die Polizei ging nach dem Attentat von einem Racheakt auf Grund eines Umwidmungsverfahrens aus.

## Privates
Prinz war verheiratet, Vater eines Sohnes und lebte mit seiner Familie in Weißkirchen.